# Bagisara delicia
Bagisara delicia är en fjärilsart som beskrevs av Dyar 1907. Bagisara delicia ingår i släktet Bagisara och familjen nattflyn. Inga underarter finns listade i Catalogue of Life.